# Magurycz
Nieformalna Grupa Kamieniarzy „Magurycz”, obecnie „Stowarzyszenie MAGURYCZ” – stowarzyszenie zajmujące się ratowaniem przed zniszczeniem zabytków sztuki sepulkralnej głównie na terenach Łemkowszczyzny i Bojkowszczyzny.

## Historia
Historia Magurycza sięga roku 1986, kiedy to Szymon Modrzejewski zaczął zajmować się greckokatolickim cmentarzem w Berehach Górnych (Bieszczady). Rok później Stanisław Kryciński zorganizował pierwszy obóz remontowy na cmentarzach w Bystrem i Michniowcu. Źródłem tego pomysłu była Akcja Opis trwająca od końca lat siedemdziesiątych, której celem było uchwycenie przeszłości w każdej dostępnej jeszcze formie. W pierwszym obozie założyciel „Magurycza”, Szymon Modrzejewski, wziął udział jako uczestnik. Przedsięwzięcie to nosiło nazwę „Nadsanie” i było częścią działań Społecznej Komisji Opieki nad Zabytkami Sztuki Cerkiewnej przy Towarzystwie Opieki nad Zabytkami (rozwiązanej w 1999 roku), w której zarządzie obaj wymienieni zasiadali przez 10 lat. Od roku 1988 do 1996 Stanisław Kryciński i Szymon Modrzejewski organizowali obozy wspólnie. Od roku 1997 Szymon Modrzejewski prowadzi działalność samodzielnie (obozy „Nadsanie” odbywały się do 2000 r. włącznie). Cele przedsięwzięcia pozostały takie same i noszą nazwę obozów – warsztatów, do 2007 roku Nieformalnej Grupy Kamieniarzy „Magurycz”, działającej głównie pod auspicjami Towarzystwa Karpackiego, od 2007 roku Stowarzyszenia Magurycz.
Obozów „Nadsania” odbyło się 12, NGK Magurycz 24, a stowarzyszenia Magurycz 16.

## Cele

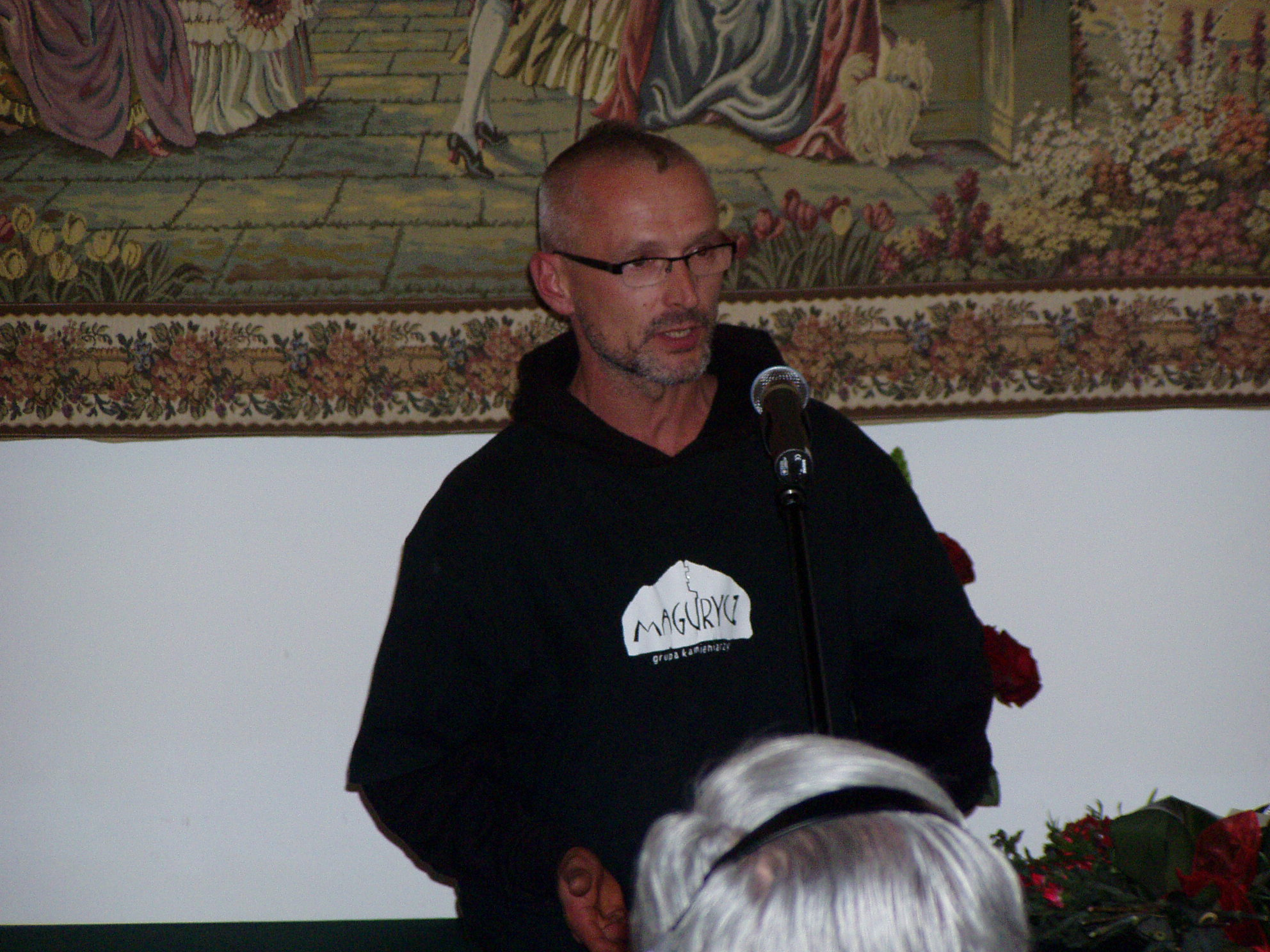
Szymon Modrzejewski – przewodniczący stowarzyszenia

Celem obozów-warsztatów (odbyło się ich 51), organizowanych od 25 lat, jest ratowanie, inwentaryzacja i dokumentacja sztuki sepulkralnej, krzyży i kapliczek przydrożnych oraz wszelkich obiektów sztuki cerkiewnej pozostających bez opieki (chrzcielnic, krzyży ze zwieńczeń nieistniejących cerkwi, kostnic, kaplic, archiwaliów) na terenach zamieszkiwanych pierwotnie głównie przez Bojków i Łemków, ale także Polaków, Żydów, Cyganów i Niemców. Zachowanie tych elementów krajobrazu ma wpływ na współczesne postrzeganie regionu jako miejsca, w którym współistniały różne kultury i religie. Ich dzisiejszy stan zachowania pozostawia wiele do życzenia. Zdecydowana większość obiektów, która jest przedmiotem zainteresowania stowarzyszenia, została celowo zdewastowana. Zazwyczaj Magurycz zajmuje się opuszczonymi cmentarzami w nieistniejących już wsiach, wychodząc z założenia, że szanse na to, że ktokolwiek inny się nimi zajmie są znikome.
Idea pracy na cmentarzach jest apolityczna, nie służy żadnej instytucji, kultowi, nie propaguje żadnej wizji historii, nie wynika też z inspiracji religijnej, odwołuje się do wrażliwości i potrzeby służenia. Prace wykonywane podczas obozu mają charakter społeczny. Przyczyniają się one do rozwoju wrażliwości na sztukę mniejszości narodowych zarówno uczestników obozu, jak i społeczności obecnie zamieszkujących te tereny. Sprzyjają także szeroko pojętej tolerancji, bezinteresowności i zachowaniu cząstki ginącego krajobrazu kulturowego. 

## Fundusze
Fundusze (dotacje celowe) na niezbędne materiały, przejazdy, wyżywienie i dokumentację Stowarzyszenie zdobywa aplikując do różnych fundacji:
- Fundacja im. Stefana Batorego
- Fundacja Edukacja dla Demokracji
- Polsko-Amerykańska Fundacja Wolności
- Fundacja Karpacka
- Fundacja Wspomagania Wsi
- Polska Fundacja Dzieci i Młodzieży (operator Polsko – Amerykańskiej Fundacji Wolności)
- Fundacja Ochrony Bioróżnorodności Karpat Wschodnich
- Fundacja Orange

Sporadycznie „Magurycz” wspomagają finansowo osoby prywatne.

## Kalendarium obozów Nadsania i Magurycza

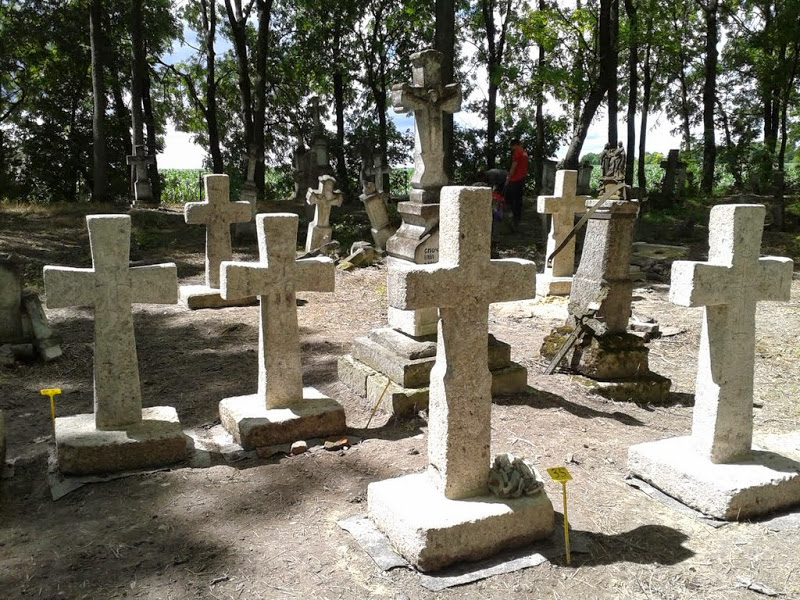
Cmentarz w Wierzbicy podczas prac renowacyjnych prowadzonych przez Stowarzyszenie Magurycz (2014)

W latach 1987–2010 prace remontowe i porządkowe prowadzono w następujących – często dziś nieistniejących – miejscowościach Bieszczadów, Beskidu Niskiego, Pogórza Przemyskiego i Roztocza oraz na Ukrainie:
I – sierpień 1987
- Michniowiec, gm. Czarna, cmentarz greckokatolicki i krzyże przydrożne,
- Bystre, gm. Czarna, cmentarz greckokatolicki i krzyże przydrożne,
- Chmiel, gm. Lutowiska, cmentarz greckokatolicki, płyta nagrobna z XVII w..

II – sierpień 1988
- Lipie, gm. Czarna, cmentarz greckokatolicki i krzyże przydrożne,
- Lutowiska, gm. Lutowiska, cmentarz greckokatolicki i krzyże przydrożne,
- Smolnik n. Sanem, gm. Lutowiska, cmentarz greckokatolicki i krzyże przydrożne.

III– sierpień 1989
- Polana, gm. Czarna, cmentarz greckokatolicki i rzymskokatolicki,
- Dwernik, gm. Lutowiska, cmentarz greckokatolicki i krzyże z nieistniejącej cerkwi,
- Berehy Górne, gm. Lutowiska, cmentarz greckokatolicki i krzyże z nieistniejącej cerkwi.

IV– sierpień 1990
- Sianki, gm.Lutowiska, cmentarz greckokatolicki, kaplica grobowa,
- Beniowa, gm. Lutowiska, cmentarz greckokatolicki, podstawa pod chrzcielnicę(?), krzyże z nieistniejącej cerkwi, krzyż przydrożny,
- Bukowiec, gm. Lutowiska, cmentarz greckokatolicki, cmentarz wojskowy z I wojny światowej, krzyże z nieistniejącej cerkwi, krzyż przydrożny,
- Dźwiniacz Górny, gm. Lutowiska, cmentarz greckokatolicki i krzyże przydrożne.

V – sierpień 1991
- Stuposiany, gm. Lutowiska, cmentarz greckokatolicki,
- Wołosate, gm. Lutowiska, cmentarz greckokatolicki i krzyże przydrożne,
- Caryńskie, gm. Lutowiska, cmentarz greckokatolicki i krzyż przydrożny.

VI– sierpień 1992
- Bandrów, gm. Ustrzyki Dolne, cmentarz greckokatolicki i krzyże przydrożne,
- Stebnik, gm. Ustrzyki Dolne, cmentarz greckokatolicki i krzyże przydrożne.

VII– sierpień 1993
- Jałowe, gm. Ustrzyki Dolne, cmentarz greckokatolicki,
- Moczary, gm. Ustrzyki Dolne, cmentarz greckokatolicki,
- Bandrów, gm. Ustrzyki Dolne, krzyże przydrożne,
- Zatwarnica, gm. Lutowiska, cmentarz greckokatolicki,
- Hulskie, gm. Lutowiska, cmentarz greckokatolicki oraz ruiny cerkwi,
- Krywe, gm. Lutowiska, cmentarz greckokatolicki,
- Tworylne, gm. Czarna, cmentarz greckokatolicki.

VIII – sierpień 1994
- Smolnik n. Sanem, gm. Lutowiska, rekonstrukcja XIX-wiecznego nagrobka z ok. 250 części, cmentarz greckokatolicki,
- Chmiel, gm. Lutowiska, płyta nagrobna z XVII w., cmentarz greckokatolicki,
- Tworylne, gm. Czarna, cmentarz greckokatolicki,
- Rajskie, gm. Solina, cmentarz greckokatolicki,
- Bystre, gm. Baligród, cmentarz greckokatolicki,
- Berehy Górne, gm. Lutowiska, cmentarz greckokatolicki,
- Caryńskie, gm. Lutowiska, cmentarz greckokatolicki.

IX – sierpień 1995
- Smolnik n. Sanem, gm. Lutowiska, kontynuacja prac rozpoczętych w 1994 roku,
- Balnica, gm. Komańcza, cmentarz greckokatolicki, krzyże z nieistniejącej cerkwi,
- Wola Michowa, gm. Komańcza, cmentarz żydowski, rozpoczęcie prac,
- Nowy Łupków, gm. Komańcza, cmentarz greckokatolicki.

W latach 1996–1998 Stanisław Kryciński zorganizował jeszcze 3 obozy o charakterze konserwatorskim, po czym „Nadsanie” przerodziło się w przedsięwzięcie archeologiczne (latem 1999 i 2000 roku prowadził pionierskie wykopaliska w Berehach Górnych, gm. Lutowiska). Miejscowości, w których działał Stanisław Kryciński oznaczono literą N. Szymon Modrzejewski od roku 1996 prowadzi działalność samodzielnie. Na życzenie Stanisława Krycińskiego Szymon Modrzejewski zaprzestał używania nazwy „Nadsanie”, jednak cele obozów pozostały takie same. Z konieczności kolejne obozy noszą roboczą nazwę: obozów konserwatorskich Nieformalnej Grupy Kamieniarzy „Magurycz”.
X – sierpień 1996
- Smolnik n. Sanem, gm. Lutowiska, zakończenie prac rozpoczętych w 1994 roku,
- Wola Michowa, gm. Komańcza, cmentarz żydowski, zakończenie prac,
- Balnica, gm. Komańcza, krzyż przydrożny,
- Nowica, gm. Uście Gorlickie, cmentarz greckokatolicki.

sierpień 1996
- N – Królik Wołoski, gm. Rymanów, cmentarz greckokatolicki,
- N – Deszno, gm. Rymanów, cmentarz greckokatolicki,
- N – Bałucianka, gm. Rymanów, cmentarz greckokatolicki.

XI – wrzesień 1997
- Wisłok Wielki (górny), gm. Komańcza, cmentarz greckokatolicki, chrzcielnica z nieistniejącej cerkwi,
- Nowica, gm. Uście Gorlickie, remont kostnicy z II poł. XIX w., I etap prac zakończono w V 1998 r.

lipiec 1997
- N – Wisłoczek, gm. Rymanów, cmentarz greckokatolicki i choleryczny,
- N – Tarnawka, gm. Rymanów, cmentarz greckokatolicki.

XII – sierpień 1998
- Wisłok Wielki (dolny), gm. Komańcza, cmentarz greckokatolicki, krzyż przydrożny, odkrycie archiwum zwierzchności gminy z lat 1885–1896 oraz dokumentów parafialnych, wstępne czynności konserwatorskie, inwentaryzacja, indeks (XII 1998 – II 1999),
- Balnica, gm. Komańcza, rozpoczęcie remontu murowanej kaplicy przy cudownym źródle z lat 70. XIX w.,
- Wołowiec, gm. Sękowa, wybrane krzyże przydrożne,

wrzesień 1998
- Radruż, gm. Horyniec, cmentarz greckokatolicki,

lipiec 1998
- N – Puławy, gm. Rymanów, cmentarz greckokatolicki,
- N – Rudawka Rymanowska, gm. Rymanów, krzyż przydrożny.

XIII – sierpień 1999
- Wisłok Wielki (dolny), gm. Komańcza, polichromia w cerkwi pw. św. Onufrego (obecnie kościół rz.-kat.) z 1854 r., chorągiew procesyjna z końca XVIII w., ekspozycja muzealna w wieży ww. cerkwi przygotowanie i konserwacja eksponatów,
- Wisłok Wielki (górny), gm. Komańcza, krzyż przydrożny.
- Moszczaniec, gm. Komańcza, cmentarz greckokatolicki,
- Czystohorb, gm. Komańcza, cerkwisko, cmentarz greckokatolicki, chrzcielnica z nieistniejącej cerkwi.

lipiec, sierpień, październik 1999
- Balnica, gm. Komańcza, kontynuacja remontu kaplicy.

XIV – sierpień/wrzesień 2000
- Moszczaniec, gm. Komańcza, krzyże przydrożne,
- Wola Niżna, gm. Dukla, cmentarz cerkiewny oraz pozostałe dwa cmentarze greckokatolickie,
- Wola Wyżna, gm. Dukla, cmentarz greckokatolicki, cerkwisko, krzyż przydrożny,
- Jasiel, gm. Dukla, oba cmentarze greckokatolickie, krzyż kuty ze zwieńczenia nieistniejącej cerkwi, krzyże przydrożne,
- Rudawka Jaśliska, gm. Dukla, wybrane krzyże przydrożne – rozpoczęcie prac,
- Wisłok Wielki (dolny), gm. Komańcza, drobne prace przy kolejnych eksponatach powstającej w cerkwi ekspozycji muzealnej.

XV – maj 2001
- Balnica, gm. Komańcza, zakończenie prac przy naprawie i rekonstrukcji więźby kopuły i sygnaturki, przekrycie blachą ocynkowaną przez wyspecjalizowaną firmę
- Szczerbanówka, gm. Komańcza, naprawa krzyża kutego z nieistniejącej cerkwi
- Wisłok Wielki (dolny), gm. Komańcza, krzyż przydrożny, dokumenty zwierzchności gminnej, chrzcielnica z Woli Wyżnej, VIII/IX 2001
- Czeremcha, gm. Dukla, cerkwisko, cmentarz greckokatolicki, krzyże przydrożne,
- Lipowiec, gm. Dukla, cmentarz greckokatolicki,
- Wisłok Wielki, gm. Komańcza, krzyż przydrożny (Wisłok Górny), prace nad ekspozycją muzealną (eksponaty z Czeremchy i Radoszyc),
- Radoszyce, gm. Komańcza, cerkiew – dokumenty gminne i parafialne, sprzęty liturgiczne,
- Jasiel, gm. Dukla, krzyż przydrożny,
- Berehy Górne, gm. Lutowiska, cmentarz greckokatolicki.

XVI – luty 2002
- Morochów, gm. Zagórz – cmentarz greckokatolicki grzebalny, dokumentacja fotograficzna i opisowa stanu zachowania, rozpoczęcie prac remontowych,

czerwiec 2002
- Radocyna, gm. Sękowa – cmentarz greckokatolicki (ob. prawosławny), wybrane krzyże przydrożne (fundusze uzyskane przez Diecezjalny Ośrodek Kultury Prawosławnej),

sierpień 2002
- Solinka, gm. Cisna – cmentarz greckokatolicki, krzyż kuty z nieistniejącej cerkwi,
- Maniów, gm. Komańcza – cmentarz greckokatolicki, krzyż kuty z nieistniejącej cerkwi,
- Smolnik n. Osławą, gm. Komańcza – cmentarz greckokatolicki,
- Surowica, gm. Komańcza – cmentarz greckokatolicki stary i nowy.
- Szczerbanówka, gm. Komańcza – krzyż kuty z nieistniejącej cerkwi,montaż na cerkwisku,

wrzesień/październik 2002
- Wisłok Wielki, gm. Komańcza – ekspozycja muzealna,
- Balnica, gm. Komańcza – kontynuacja remontu kaplicy, rekonstrukcja łuku nad wejściem, rozpoczęcie rekonstrukcji ogrodzenia.

XVII – kwiecień 2003
- Wisłok Wielki, gm. Komańcza – ekspozycja muzealna – nieoficjalne otwarcie,
- Kołonice, Jabłonki, Wernejówka, Zawoje – inwentaryzacja cmentarzy greckokatolickich i krzyży przydrożnych,

sierpień/wrzesień 2003
- Zawoje, gm. Rymanów – cmentarz greckokatolicki, cerkwisko,
- Wernejówka, gm. Rymanów – krzyż przydrożny,
- Polany Surowiczne, gm. Komańcza – cmentarz greckokatolicki cerkiewny i grzebalny, cerkwisko, krzyż przydrożny,
- Darów, gm. Komańcza – cmentarz greckokatolicki, krzyż przydrożny,
- Krzyże przydrożne na skrzyżowaniu drogi Polany Surowiczne – Surowica z drogą do Puław, gm. Komańcza.
- Wisłok Wielki, gm. Komańcza – XVIII-wieczna chorągiew procesyjna – konserwacja,

XVIII – lipiec 2004
- Korczmin, gm. Ulhówek – cmentarz greckokatolicki,

sierpień 2004
- Szczawne, gm. Komańcza – cmentarz prawosławny cerkiewny i grzebalny,
- Komańcza, gm. Komańcza – cmentarz cerkiewny prawosławny, cmentarz greckokatolicki grzebalny, kuty krzyż cerkiewny,
- Szklary, gm.Dukla – cmentarz cerkiewny greckokatolicki, chrzcielnica, cerkwisko,

XIX – maj 2005
- Szklary, gm. Dukla, cmentarz greckokatolicki,
- Mszana, gm. Dukla, cmentarz cerkiewny, cerkwisko

lipiec 2005
- Jaśliska, gm. Dukla – wydobycie macew z koryta rzeki, wstępne prace zabezpieczające

sierpień 2005
- Mszana, gm. Dukla cmentarz greckokatolicki, kapliczki i krzyże przydrożne

wrzesień 2005
- Kotań, gm. Krempna, lapidarium, cmentarz greckokatolicki

XX czerwiec/lipiec 2006
- Jaśliska, gm. Dukla – zakończenie translokacji macew (pochodzących z tamtejszego kirkutu) – z potoku Bełcza – do magazynu w Posadzie Jaśliskiej,
- Daliowa, gm. Dukla – cmentarz greckokatolicki,

lipiec 2006
- Grab, gm. Krempna – cmentarz greckokatolicki, kapliczki i krzyże przydrożne rozpoczęcie prac,
- Ożenna, gm. Krempna – cmentarz greckokatolicki i krzyż przydrożny,

sierpień 2006
- Grab, gm. Krempna – cmentarz greckokatolicki, kapliczki i krzyże przydrożne – prace na cmentarzu zaawansowane w 95 przy kapliczce i krzyżach przydrożnych

wrzesień 2006
- Myscowa, gm. Krempna – cmentarz greckokatolicki.

XXI kwiecień/maj 2007
- Korczmin, gm. Ulhówek – cmentarz greckokatolicki.

lipiec 2007
- Krempna, gm. Krempna – kapliczki i krzyże przydrożne, cmentarze greckokatolickie w Krempnej.
- Nowica/ Przysłop, gm. Uście Gorlickie – kapliczki i krzyże przydrożne, cmentarze greckokatolickie przy cerkwiach w Nowicy i Przysłopie

sierpień 2007
- Grab, gm. Krempna – kapliczki i krzyże przydrożne
- Ciechania, gm. Krempna – cmentarze greckokatolickie.

wrzesień 2007
- warsztaty „Galicja, Galizien, Hałyczyna” połączone z pracami przy krzyżach i kapliczkach przydrożnych w Nowicy, Kotani, Krempnej, Grabiu oraz na cmentarzu wojennym nr 59 w Przysłopie[5]

XXII kwiecień/maj 2008
- Kowalówka/ Żuków, gm. Cieszanów – cmentarz greckokatolicki

lipiec 2008
- Baligród, gm.Baligród – cmentarz żydowski

lipiec/sierpień 2008
- Huta Pieniacka, rejon brodzki, Ukraina – cmentarz katolicki
- Podkamień, rejon brodzki, Ukraina – cmentarz ukraiński pod Kamieniem zwany „kozackim"
- pomoc SDMK na I obozie SDMK w Tyrawie Wołoskiej

sierpień 2008
- Polany, gm.Krempna – cmentarze greckokatolickie
- Żydowskie, gm.Krempna – cmentarz greckokatolicki
- pomoc SDMK w II obozie w Tyrawie Wołoskiej

XXIII maj 2009
- Smerekowiec, gm. Uście Gorlickie – nagrobek na cmentarzu greckokatolickim, krzyż przydrożny

lipiec 2009
- Baligród, gm.Baligród – cmentarz żydowski

lipiec/sierpień 2009
- Podkamień, rejon brodzki, Ukraina – cmentarz ukraiński zwany „kozackim” pod Kamieniem, cmentarz ukraińsko-polski zwany „dominikańskim”, prace remontowe przy wybranych nagrobkach; Monastyr Studytów, prace remontowe przy wybranych kamiennych detalach architektonicznych

sierpień 2009
- Żydowskie, gm. Krempna – cmentarze greckokatolickie, kapliczki przydrożne

wrzesień 2009
- Magura Małastowska, gm. Uście Gorlickie – cmentarz wojenny nr 58

XXIV kwiecień/maj/czerwiec 2010
- Berehy Górne, gm. Lutowiska – cmentarz greckokatolicki

czerwiec 2010
- Beniowa, gm.Lutowiska – cmentarz greckokatolicki, krzyż przydrożny

czerwiec/ lipiec 2010
- Baligród, gm.Baligród – cmentarz żydowski

lipiec 2010
- Mrozy, gm. Ełk  – cmentarz ewangelicki, działanie partnerskie

lipiec/ sierpień 2010
- Szarogród, rejon winnicki  – cmentarze: prawosławny, żydowski i katolicki

sierpień 2010
- Zawadka Rymanowska, gm. Dukla – cmentarz greckokatolicki

wrzesień 2010
- Cmentarz wojenny nr 58 – Przysłup – kontynuacja prac

XXV – kwiecień/maj, czerwiec, sierpień  2011
- Rajskie (województwo podkarpackie) – rekonstrukcja murów greckokatolickiej. kaplicy „na Hrabie” we współpracy ze Stowarzyszeniem „Rajska Dolina”

maj 2011
- Tylicz – cmentarz greckokatolicki, wybrane nagrobki,

maj, wrzesień 2011
- Grab, gm. Krempna – wybrane krzyże przydrożne;

czerwiec, wrzesień 2011
- Łówcza,  2 cmentarze greckokatolickie;

czerwiec/lipiec 2011
- Baligród, cmentarz żydowski, zakończenie prac;

lipiec 2011
- Bartne – remont nagrobka NN z 1900 r.;

sierpień 2011
- Ulucz – wykopaliska archeologiczne w miejscu nieistniejącej murowanej obronnej cerkwi z  XV/XVI w.; cmentarz greckokatolicki - remont wybranych nagrobków i kutych krzyży z nieistniejącej cerkwi;
- Prytuliwka, Ukraina – remont 50 nagrobków na cmentarzu prawosławnym „starym”, warsztaty teatralne; projekt Magurycza pt.: „Ich? Nasze? Wspólne? – dziedzictwo zapomniane” realizowany we współpracy z Teatrem Terytorium z Chmielnickiego i Centrum Marchoctwoznawstwa NAN Ukrainy z Minkowiec;

wrzesień 2011
- Magura Małastowska – Cmentarz wojenny nr 58  kontynuacja prac

kwiecień, październik 2011
- Samoklęski (województwo podkarpackie) – cmentarz katolicki – remont wybranych nagrobków;

## Współpraca z innymi stowarzyszeniami
Od 2007 Magurycz współpracuje z Stowarzyszeniem Dziedzictwo Mniejszości Karpackich. Dzięki tej współpracy wyremontowano w gminie Tyrawa Wołoska kilka cmentarzy greckokatolickich (Tyrawa Wołoska, Hołuczków, Kreców, Rozpucie Siemuszowa) oraz rozpoczęto remont kirkutu w Tyrawie Wołoskiej. Również od 2007 roku Magurycz współpracuje z Caritasem Ukraińskiej Greckokatolickiej Cerkwi w Drohobyczu prowadząc tamże prace remontowane na cmentarzu wielowyznaniowym przy ulicy Truskaweckiej. Nadto Magurycz współpracuje z Towarzystwem dla Natury i Człowieka, które zabiega o ratowanie cmentarzy prawosławnych na Polesiu.

## Nagrody i dyplomy
- Dyplom od Żydowskiego Instytutu Historycznego i Ambasady Izraela za działalność na rzecz ochrony dziedzictwa kultury żydowskiej w Polsce
- 12 października 2007 Stowarzyszenie Magurycz zostało wyróżnione nagrodą imienia Sérgio Vieira de Mello[8]. Nagrodę wręczono w Willi Decjusza.
- 11 listopada 2007 Magurycz otrzymał nagrodę Pro Publico Bono. Wręczenia nagrody dokonano w Centrum Manggha.

## Wydawnictwa Stowarzyszenia Magurycz
- „20 lat społecznej pracy Nieformalnej Grupy Kamieniarzy MAGURYCZ i NADSANIA na cmentarzach wyznaniowych południowowschodniej Polski 1987–2007”, red. Filip i Szymon Modrzejewscy, Nowica – Kraków – Warszawa 2006
- „XXII sezony społecznej pracy MAGURYCZA i NADSANIA na cmentarzach południowo-wschodniej Polski i Ukrainy 1987–2008”, red. Filip i Szymon Modrzejewscy, Nowica – Kraków – Warszawa 2008
- „Kamienie są lekkie, czyli jak pracować na cmentarzu”, red. Filip Modrzejewski, Warszawa – Kraków 2008[9]
- „Kamiння – легке, aбо як працювати на цвинтарі”, red. Filip Modrzejewski, Warszawa – Kraków 2008
- „Szarogród – śladami niepamięci”, Biecz 2010
- „Ich? Nasze? Wspólne? – zapomniane dziedzictwo / Їх? Наше? Спільне? – забута спадщина”, Nowica – Biecz 2011,
- „Cmentarz miejsce (nie)obecnych”, red. O. Solarz, Nowica 2013[10]
- „Цвинтар місце (не)присутніх”, red. O. Solarz, Новиця 2013
- „Brusno – (nie)istnienie w kamieniu”, red. O. Solarz, Nowica 2013[11]
- „Wybór tekstów etnograficznych o dawnej Bojkowszczyźnie Zachodniej”, red. O. Solarz, Nowica 2015[12]
- „Kukia. Zapomniane dziedzictwo polskie w Gruzji”, red. O. Solarz, Nowica 2015[13]
- Kalendarz „Kamienne znaki Bojków – 2016”, test i zdjęcia Szymon Modrzejewski, Nowica 2015
- Kalendarz „Kamienne znaki Bojków – 2017”, test i zdjęcia Szymon Modrzejewski, Nowica 2016
- Kalendarz „Kamienne znaki Roztocza – 2017”, test i zdjęcia Szymon Modrzejewski, Nowica 2016[14]
- Kalendarz „Kamienne znaki Bojków – 2018”, testy: O. Solarz, Szymon Modrzejewski; zdjęcia Szymon Modrzejewski, Nowica 2017[15]
- Kalendarz „Kamienne znaki Łemków – 2018”, test i zdjęcia Szymon Modrzejewski, Nowica 2017[16]
- Kalendarz „Kamienne znaki Magurycz – 2019”, test i zdjęcia Szymon Modrzejewski, Nowica 2018
- Kalendarz „Kamienny latopis Pomorzan – 2020”, test i zdjęcia Szymon i Filip Modrzejewscy, Nowica 2019
- Kalendarz „Dajemy życie zmarłym. 35 lat Magurycza – 2021”, test i zdjęcia Szymon Modrzejewski, Nowica 2020